# Birgit Hein
Pour les articles homonymes, voir Hein.
Birgit Hein est une cinéaste allemande née le 6 août 1942 à Berlin et morte le 23 février 2023 dans la même ville, figure de proue allemande du cinéma d'avant-garde et féministe. Elle réalise des films expérimentaux prenant parfois la forme de journaux filmés.

## Biographie
En 1959, elle rencontre Wilhelm Hein avec qui elle se marie en 1964. Ils collaboreront longtemps (notamment des films et performances réalisés en couple). En 1968, à leur retour de EXPRMNTL 4 où leur premier court métrage a attiré l'attention sur leur radicale recherche structurelle, ils cofondent XSCREEN, espace d'exposition à Cologne qui projette du cinéma underground et, pour financer l'organisation de ces séances, du cinéma pornographique, en toute illégalité.
Cette double activité de réalisation et de programmation, à laquelle la provocation donne plus de visibilité, place rapidement les Hein au cœur de la scène expérimentale internationale.
En 1971, Birgit Hein publie le livre Film im Underground, premier ouvrage en allemand consacré au cinéma d'avant-garde. En 1977, elle assure la direction artistique de la section cinéma de la documenta 6. En 1978, elle abandonne la recherche abstraite pour entreprendre une tournée de performances dans des bars en Allemagne et, en 1979, dans des musées aux États-Unis. En 1982, elle réalise le long métrage Love Stinks.
Au début des années 1990, son couple se sépare. La cinéaste entreprend alors une série de films décapants sur sa condition de femme vieillissante, interrogeant avec virulence ce qu'elle estime être des préjugés moraux et sexuels. Par exemple, en 1992 dans Die unheimliche Frauen, la cinéaste montre des femmes brutales, criminelles, excitées, dont des found footage mais aussi des autoportraits, se soûlant, urinant, se masturbant. Et en 1995, dans Baby I will make you sweat, Birgit Hein raconte ses voyages en Jamaïque où elle se rend plusieurs fois par an dans un but de tourisme sexuel.

### Baby I will make you sweat
Dans ce journal filmé d'une durée de 63 minutes, Birgit Hein évoque ses voyages en Jamaïque en tant que touriste sexuelle. Entre introspection et description explicite (par l'image ou la parole) des expériences intimes d'une femme de cinquante ans récemment séparée, ce film peut déranger par la manière dont Hein y met en jeu son corps, son âge et sa position sociale pour poser de multiples questions sur la sexualité, la moralité et la féminité. À l'encontre de la représentation exhibitionniste à laquelle un tel sujet pourrait donner lieu, le film développe son propos dans des images au grain renforcé et à la précision estompée, portées vers l'abstraction par une technique de refilmage en 16 mm d'images originellement tournées en vidéo Hi-8, gagnant ainsi une nature plus picturale. Baby I will make you sweat a le pouvoir de provoquer d'interminables polémiques houleuses et le malaise chez le spectateur.

## Enseignement
De 1973 à 1977 et de 1990 à 2007 à la Haute École d'arts plastiques de Brunswick, Birgit Hein est enseignante et a formé plusieurs générations de cinéastes en Allemagne, dont Matthias Müller et Christoph Girardet (en).

## Présidente de jury
En octobre 2014, Birgit Hein est présidente du jury du prix de l'Âge d'or qui récompense E Agora? Lembra-me de Joaquim Pinto. Comme l'Allemande, le cinéaste portugais ne craint pas de filmer son sexe et ses rapports sexuels,.

## Vie privée
Séparée depuis 1988 de Wilhelm Hein, le couple divorce en 1995. Ils ont eu un enfant.